# Петар Мрђеновић
Петар Мрђеновић (Двор на Уни, 1922 — Београд, 1990) био је први директор Пољопривредно-ветеринарске школе „Свилајнац” у Свилајнцу.

## Биографија
Петар Мрђеновић је рођен 1922. године у Двору на Уни. Гимназију је завршио у родном месту, а 1941. године са породицом успео је да избегне у Београд, путујући возом, у кабини машиновође, свог оца Љубомира. По завршетку Пољопривредног факултета у Земуну у оквиру државне планске расподеле кадрова упућен је на радно место професора у Пољопривредној школи у Врбасу, одатле је отишао у Француску на тромесечну специјализацију. За директора Пољопривредно-ветеринарске школе у Свилајнцу именован је одмах по њеном оснивању 1957. године. На овој функцији био је до 1962. године. Са манирима правог домаћина и идејама архитекте уредио је складну целину школе са учионицама, простором за пластенике на повртарству, објекте на економији за смештај стоке и друго. Заједно са својим ђацима првих генерација подигао је велелепни парк са спортским тереном. По одласку из Свилајнца, бивши директор Петар Мрђеновић је, после краћег запослења у Институту за кукуруз, именован за саветника у Заводу за стручно образовање СР Србије.